# Tomasz Jankowski (trener koszykarski)
Tomasz Jankowski (ur. 1972) – polski koszykarz występujący na pozycji rzucającego obrońcy, po zakończeniu kariery zawodniczej trener koszykarski, obecnie koordynator ds. szkolenia sekcji koszykówki WKS „Śląsk” i wieloletni trener grup młodzieżowych Śląska Wrocław.

## Osiągnięcia

### Trenerskie
Seniorskie
- Mistrzostwo I ligi polskiej (2013 – awans do PLK)
- Wicemistrzostwo Polski (2004 – asystent)
- Brąz mistrzostw Polski (2003 – asystent)
- Puchar Polski (2005)
- Awans do II ligi z AZS AWF Wrocław (1996)

Młodzieżowe
- Mistrzostwo Polski:
  - juniorów starszych (2004, 2017)
  - juniorów (2002)
- Wicemistrzostwo Polski juniorów:
  - starszych (2003, 2016)
  - 2017
- Brąz mistrzostw:
  - Europy dywizji B:
    - U–20 (2005)
    - U–18 (2008)

  - Polski:
    - juniorów starszych (2018)
    - juniorów (2003)
    - kadetów (2001)

Indywidualne
- Trener roku:
  - I ligi (2013)[1]
  - grupy D II ligi mężczyzn (2020)[2]
- Asystent trenera drużyny TBL Miodraga Rajkovicia podczas meczu gwiazd TBL vs NBL (2013)
- Trener drużyny gwiazd Południa podczas meczu gwiazd U–21 (2006)